# Hamnviksgrundet
Hamnviksgrundet een Zweeds eiland behorend tot de Pite-archipel. Het zanderig eiland ligt voor de kust waarin de baai Hamnviken, waarnaar het genoemd is. Grundet betekent ondiepte, doch het eiland steekt al eeuwen permanent boven de zeespiegel uit. Het heeft geen oeververbinding en is onbewoond / onbebouwd.